# Seleção Grega de Voleibol Masculino
A seleção grega de voleibol masculino é uma equipe europeia composta pelos melhores jogadores de voleibol da Grécia. A equipe é mantida pela Federação Grega de Voleibol (Elliniki Omospondia Petosferiseos). Encontra-se na 58ª posição do ranking mundial da FIVB segundo dados de 4 de janeiro de 2012.